# Generalporočnik (Österreichisches Bundesheer)
Generalporočnik (izvirno nemško Generalleutnant; okrajšava GenLt) je drugi najvišji (trozvezdni) generalski vojaški čin v Avstrijskih oboroženih silah; spada v Natov razred OF-08. Nadrejen je činu generalmajorja in podrejen činu generala.
Čin je bil ustanovljen leta 2002, ko je zamenjal dotedanji čin Korpskommandanta. Oznaka čina je sestavljena iz treh šesterokrakih zvezd. Narokavna oznaka čina (za slovestno uniformo) je sestavljena iz enega širokega in treh ozkih trakov.

## Oznake
- Službena epoletna oznaka
- Slovestna epoletna oznaka
- Narokavna oznaka